# NGC 2240
NGC 2240 في الفهرس العام الجديد، هو عنقود نجمي، يقع في كوكبة ممسك الأعنة. اكتشف في 3 يناير 1786 . بواسطة ويليام هيرشل .

## روابط خارجية
- NGC 2240 على موقع ويكي سكاي: DSS2, SDSS, GALEX, IRAS, Hydrogen α, X-Ray, Astrophoto, Sky Map, Articles and images